# Milada Karbanová
Milada Karbanová po mężu Matoušová (ur. 27 marca 1948 w Jabloncu nad Nysą) – czeska lekkoatletka, specjalistka skoku wzwyż, medalistka mistrzostw Europy. W czasie swojej kariery reprezentowała Czechosłowację.
Jako nastolatka grała w koszykówkę w klubie Lokomotiv Liberec. Gdy na międzyszkolnych zawodach skoczyła wzwyż 145 cm, zmieniła dyscyplinę sportową na lekkoatletykę, najpierw w Slovanie Liberec (1963–1967), a potem w LIAZ Jablonec (1968–1979).
Zdobyła złoty medal w skoku wzwyż na halowych mistrzostwach Europy w 1971 w Sofii z wynikiem 180 cm, wyprzedzając Wierę Gawriłową ze Związku Radzieckiego i Cornelię Popescu z Rumunii. Zajęła 7. miejsce  na mistrzostwach Europy w 1971 w Helsinkach.
Rok 1972 nie był dla Karbanovej udany, gdyż zajęła 9. miejsce na halowych mistrzostwach Europy w 1972 w Grenoble oraz 22. miejsce na igrzyskach olimpijskich w 1972 w Monachium, za każdym razem skacząc 176 cm. 
Na halowych mistrzostwach Europy w 1973 w Rotterdamie Karbanová zdobyła brązowy medal, a na halowych mistrzostwach Europy w 1974 w Göteborgu srebrny, przegrywając tylko z Rosemarie Witschas z NRD. Również na mistrzostwach Europy w 1974 w Rzymie wywalczyła srebrny medal za Witschas i ustanowiła rekord Czechosłowacji skokiem na wysokość 191 cm.
Zdobyła brązowy medal na halowych mistrzostwach Europy w 1976 w Monachium, a na igrzyskach olimpijskich w 1976 w Montrealu zajęła 19. miejsce. Zajęła 6. miejsce na halowych mistrzostwach Europy w 1978 w Mediolanie i 14. miejsce na mistrzostwach Europy w 1978 w Pradze. W 1979 zakończyła karierę.
Karbanová była mistrzynią Czechosłowacji w skoku wzwyż w 1970, 1973, 1977 i 1978, wicemistrzynią w 1972 oraz brązową medalistką w 1971 i 1974. W hali była mistrzynią w 1972, 1974, 1977 i 1978, wicemistrzynią w 1970 i 1973 oraz brązową medalistką w 1971.
Dwukrotnie poprawiała rekord Czechosłowacji do wyniku 1,91 m 8 września 1974 w Rzymie, a 6 sierpnia 1977 w Trzyńcu wyrównała rekord należący od roku do Márii Mračnovej skokiem na wysokość 1,92 cm. Był to również jej rekord życiowy.